# 大孢高腹菌
大孢高腹菌（学名：Gautieria macrospora）是属于钉菇目钉菇科高腹菌属的一种担子菌。该种分布于中国、澳大利亚等地。